# 定価
定価（ていか）とは、前もって定められた価格のこと。

## 概要
世界で初めて一般向けの定価販売を始めたのは三井高利が開いた越後屋（後の三越）であるといわれている。日本において、書籍、雑誌、新聞、音楽、タバコ製品の再販売価格維持が認められている商品では、代理の小売店で定価販売が行われている。電気自動車（プラグインハイブリッドカーを含む）は、値引きして購入すると補助金が減額されるため、事実上定価販売が行われている。
かつてはメーカーの代理店にあたる小売店では「定価」で販売されていたが、再販価格制商品による拘束小売価格と混同する恐れがあることから「希望小売価格」「参考価格」の表現に置き換えられた。公正取引委員会からの「流通・取引慣行に関する独占禁止法上の指針」の中で「独占禁止法上『定価』あるいはこれに類似する拘束的な表現を行わないことが望ましい」とされている。